# Louise de La Fayette
Louise Angélique Motier de la Fayette (8. listopadu 1618, Amathay-Vésigneux – 11. ledna 1665, Paříž) byla francouzská dvorní dáma a blízká přítelkyně a důvěrnice krále Ludvíka XIII. Později odešla ode dvora a vstoupila do kláštera. Byla známá svým vlivem na panovníka před i poté, co opustila dvůr.

## Život
Louise byla jedním ze čtrnácti dětí Jeana, hraběte de La Fayette a Marguerite de Bourbon-Busset. Narodila se v Amathay-Vésigneux. Její matka byla členkou rodu Bourbon-Busset, levobočné větve královského rodu Bourbonů. Její švagrová byla Madame de La Fayette (1634 – 1693), autorka La Princesse de Clèves, prvního francouzského historického románu a jednoho z prvních románů vůbec.

### Život na královském dvoře
Prostřednictvím své babičky Louise de Bourbon-Busset se dostala k francouzskému dvoru do Paříže a stala se dvorní dámou Anny Rakouské. V roce 1635 si ji všiml plachý král Ludvík XIII. Jejich vzájemného porozumění si všiml i kardinál de Richelieu, který se snažil Louisin vliv na krále využít, jelikož jeho původní snaha o stejný vliv prostřednictvím Marie de Hautefort nevyšla.
Nicméně: "Hedónismus a promiskuita dvořanů jej (Ludvíka XIII.) odradily a snaha předhodit mu milenku žalostně selhala." Král byl skutečně k Louise přitahován, ale zvítězila v něm povinnost k úřadu, který nehodlal nijak snižovat aférou s milenkou. Žádný z historických pramenů nenaznačuje, že by vzájemný vztah mezi králem a Louisou překročil platonický vztah. Král si na Louise cenil také její "nevinností a čistoty", a také její nestranností, kdy ona sama nepatřila k žádné dvorské klice. Proto se jí král svěřil a učinil z ní svou důvěrnici. Celá věc tak dopadla ke kardinálově nelibosti, protože Louisa králi radila upřímně, což nebylo vždy v souladu s kardinálovými představami.

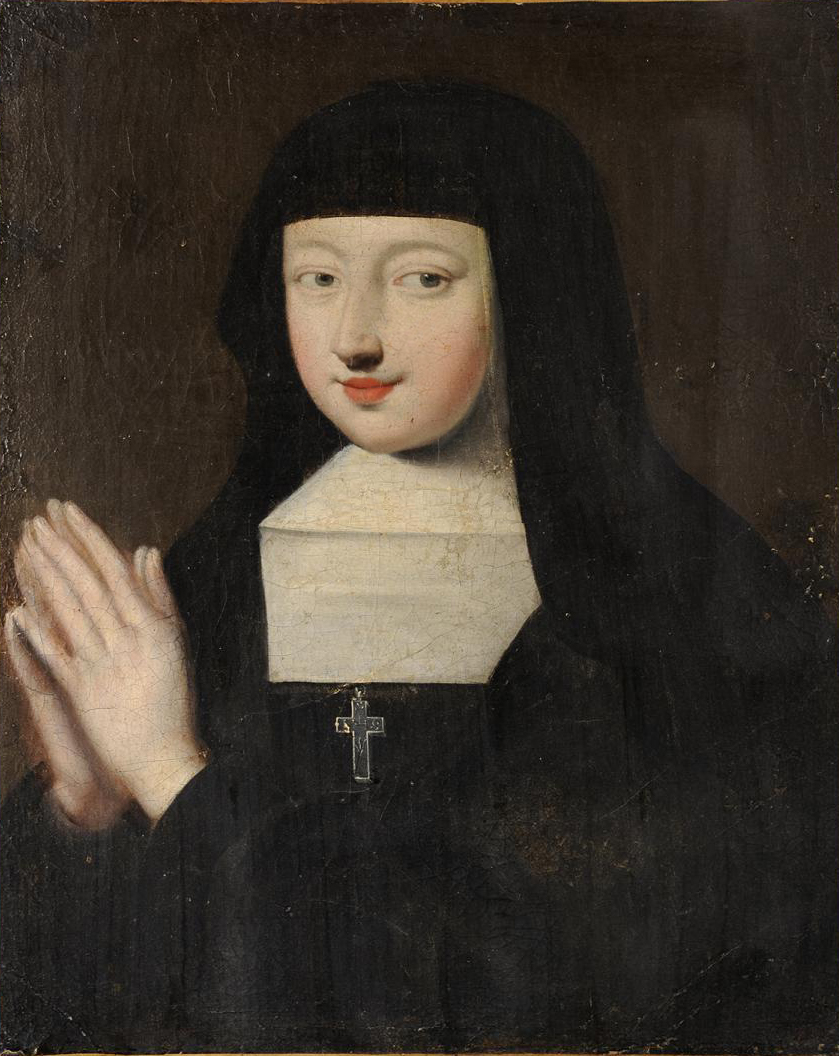
Sestra Louise Angelique de La Fayette

Kardinál de Richelieu se proto rozhodl, že musí její vliv oslabit. To se mu podařilo díky svému stoupenci otci Carré, který se stal zpovědníkem Louisy v roce 1635. Ten ji vštěpil myšlenku, aby se vzdala světských myšlenek a odevzdala se Bohu, tj. odešla do kláštera. V tomto úmyslu ji dále podpořil kardinálem podplacený komorník Boisenval. Louisa znechucená chováním dvořanů se nakonec k odchodu do kláštera skutečně odhodlala a dne 19. května 1637 tak učinila po rozloučení s králem v přítomnosti Anny Rakouské a odešla do kláštera Řádu Navštívení Panny Marie (salesiáni).

### Jeptiška
Jako jeptišku ji opakovaně navštěvoval král Ludvík XIII., a také spolu udržovali korespondenci. Kardinál však některé dopisy zachytil a jejich záměrným nedoručováním a falšováním se mu podařilo zničit vzájemnou důvěru mezi králem a Louisou. Louisa však i tak zásadně ovlivnila historii, když svým vlivem usmířila krále s královnou. Navíc jen díky rozmluvě s ní dne 5. prosince 1637, kdy král nemohl kvůli bouři odjet na noc do Saint-Mauru a musel nakonec strávit noc s královnou v Louvru, se přesně za 9 měsíců na to narodil Ludvík XIV., budoucí král Slunce. V době své smrti v lednu 1665 byla mademoiselle de La Fayette představenou kláštera svého kláštera, který založila v roce 1651 společně s Henriettou Marií vdovou po Karlovi I. Anglickém na kopci Chaillot.

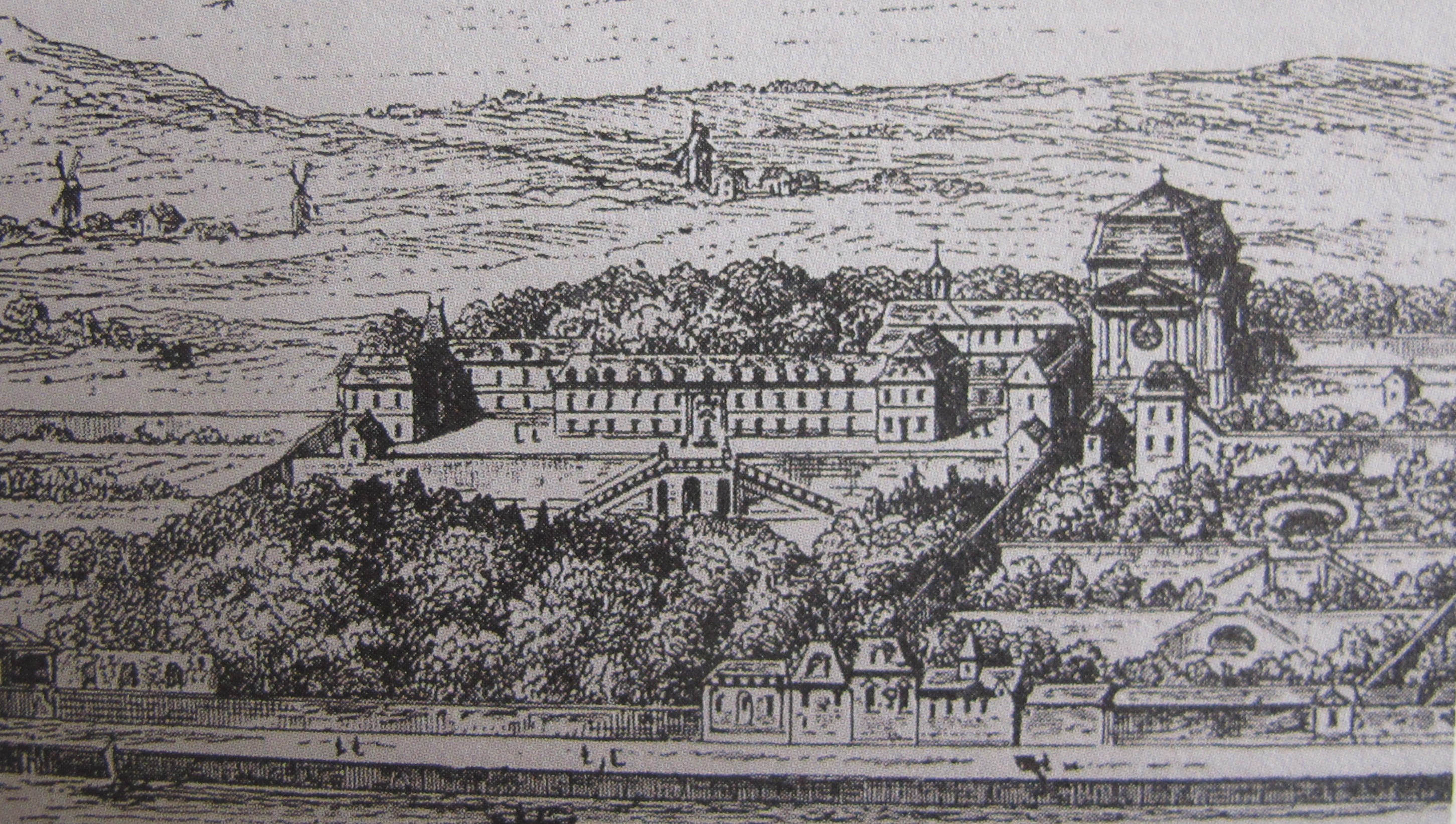
Klášter Navštívení, Chaillot založený Louise de La Fayette